# Joël Cloarec
Pour les articles homonymes, voir Cloarec.
Joël Cloarec est un footballeur français né le 5 février 1966 à Quimper (Finistère). Il évoluait au poste d'attaquant.

## Biographie
Il joue au Brest, au PSG (il détient le record du joueur le moins utilisé de ce club, où il ne joue qu'une minute lors du match à St Etienne le 8 août 1992, pour la 1ere journée de championnat (il a remplacé Ginola à la 91e minute), à Valenciennes et à Guingamp. 
Il joue également en équipe de Bretagne. 
En janvier 2002, il est diplômé du DEF (Diplôme d'entraîneur de football).  
Lors de la saison sportive 2010/2011, il est l'entraîneur de l'AS Vitré pour la dernière année en CFA 2, après 11 ans passés à la tête de l'équipe fanion.
En effet, le lundi soir 18 avril 2011, le comité directeur de l'AS Vitré se réunit pour prendre acte de la non-reconduction du contrat d'entraîneur général de Joël Cloarec à partir du début de la prochaine saison sportive 2011/2012.
Au cours de la saison sportive 2011/2012, il devient manager général de l'ES Bonchamp (Division d'Honneur). Et en 2012/2013, il est encore à l'ES Bonchamp.
Le mardi 16 avril, il annonce qu'il quittera ses fonctions dans le club mayennais en fin de saison 2012/2013. En effet, il annonce son retour à Vitré au cours du début de la prochaine saison sportive 2013/2014 et prendra les rênes techniques du club de La Vitréenne football club qui a réussi à obtenir son maintien in-extremis dans le difficile groupe H de CFA 2.

## Carrière de joueur
- avant 1984 : La Forêt-Fouesnant
- 1984-1986 : US Concarneau (D4 puis D3)
- 1986-1991 : Brest Armorique FC (D1)
- 1991-1992 : LB Châteauroux (D2)
- 1992-1993 : Paris SG (D1)
- 1993-1994 : Valenciennes FC (D2)
- 1994-1996 : EA Guingamp (D2 puis D1)
- 1996-1997 : Saint-Brieuc (D2)
- 1997-2002 : AS Vitré (CFA2)
- 1997 : 32e de finale de Coupe de France contre l'Olympique Lyonnais (Ligue 1)[2]

## Carrière d'entraîneur
- 2000-2002 : AS Vitré (CFA2)
- 2002-2003 : AS Vitré (CFA)
- 2003 : 32e de finale de Coupe de France contre l'AC Ajaccio (Ligue 1)
- 2003-2005 : AS Vitré (CFA2)
- 2005-2009 : AS Vitré (CFA)
- 2006 : 8e de finale de Coupe de France contre le Lille OSC (Ligue 1)
- 2009-2011 : AS Vitré (CFA2)
- 2009 : 8e de finale de Coupe de France contre le CS Sedan-Ardennes (Ligue 2)
- 2011-2013 : ES Bonchamp (DH)
- 2013-2022 : La Vitréenne football club